# جيمس فريدريك بورتر
جيمس فريدريك بورتر (بالإنجليزية: James Frederick Porter) هو مهندس أسترالي، ولد في 1855، وتوفي في 1919.